# Miguel Calixto del Corro
Miguel Calixto del Corro (Córdoba, 14 de octubre de 1775 – ibídem 16 de septiembre de 1841) fue un  sacerdote y político argentino. 

## Biografía
Estudió en el Colegio Montserrat y en la Universidad de Córdoba, hasta graduarse de doctor en Teología en 1798. En 1800 se ordenó sacerdote y en 1803 obtuvo una silla en el Cabildo Eclesiástico. Fue durante dos años cura interino en Salta y de vuelta en Córdoba, se desempeñó como catedrático de Teología, Provisor, cura de la Catedral y Canónigo Magistral.
Ya en 1809 preconizaba la independencia, en un escrito que hizo circular y que alarmó a las autoridades españolas.
Se plegó con entusiasmo a la Revolución de Mayo y fue elegido diputado por Córdoba a la Asamblea de 1813, aunque no llegó a incorporarse.
Integró la junta de notables asesora del gobernador José Javier Díaz y tuvo preponderante actuación en la vida política cordobesa de esos años. 
En 1816, a poco de asumir el rectorado de la Universidad de Córdoba, fue elegido diputado al Congreso de Tucumán en reemplazo del Deán Gregorio Funes. Comisionado por el cuerpo para hacer gestiones de paz en los pueblos del litoral, a fin de neutralizar la oposición de los federales dirigidos por José Artigas al Congreso, el doctor Del Corro estuvo ausente el 9 de julio y no pudo firmar el acta de la declaración de independencia de la Argentina. En realidad, Corro no solamente no consiguió convencer a Artigas de reconocer la autoridad del Congreso, sino que desempeñó misiones diplomáticas para la Liga Federal que este dirigía. Se reincorporó más tarde al Congreso, pero cuando este fue trasladado a Buenos Aires, se negó a realizar el viaje, aduciendo que el Congreso sería indebidamente presionado en favor de los intereses de la capital.
En 1829, mientras era otra vez rector de la Universidad, fue designado representante de Santiago del Estero en la convención que acordó dar a José María Paz la jefatura militar de la Liga del Interior, en las operaciones contra Juan Manuel de Rosas.
Luego fue diputado a la Legislatura. En 1831, al ser apresado Paz, se retiró de la vida pública. Estuvo radicado en la campaña y, ya ciego, volvió a la ciudad de Córdoba donde falleció en 1841.
En 1849 se publicaron en dos tomos impresos en Filadelfia sus varios Sermones panegíricos de las principales festividades de la Iglesia Católica.
- Datos: Q6014069